# 北朝鮮特殊部隊・地獄の密令027号
『北朝鮮特殊部隊・地獄の密令027号』（きたちょうせんとくしゅぶたい じごくのみつれい027ごう、朝鮮語: 명령-027호）は、1986年に公開された朝鮮民主主義人民共和国（北朝鮮）のアクション映画である。敵司令部を襲撃するために韓国領内への潜入を図る朝鮮人民軍特殊部隊の活動を描く。監督はチョン・ギモ（정기모）とキム・ウンソク（김응석이）。脚本はリ・サンウク（리상욱、李相旭）。主演はキム・ジョンウン（김정운、金正云）。

## 概要
作中では時代背景に言及されていないが、朝鮮戦争が舞台だと解釈されることが多い。韓国兵に扮した北朝鮮の特殊部隊員らが韓国領内に潜入するという筋書きは、1968年の青瓦台襲撃未遂事件が下敷きになっているとも言われている。
2.8芸術映画撮影所が制作した。また、4.25撃術研究所（4.25격술연구소）の研究員が出演している。同研究所は人民軍の特殊部隊向け格闘技術の研究のため設置された部局で、研究員らはいずれも人民軍将校である。格闘技術それ自体は「本物」であった上、主演俳優らが技を「当てたフリ」をするのが下手だったので、敵兵役の俳優らは実際に何度も殴られて苦しんだと言われている。撮影終了までに多くの出演者が手足を骨折したという噂も囁かれた。
アクションシーンには、北朝鮮で考案された軍隊格闘術である撃術が取り入れられている。公開後の北朝鮮国内では、本作のアクションシーンを真似て撃術を練習しようとする者が後を絶たなかったという。
主題歌『祖国は永遠に記憶するだろう』（朝鮮語: 조국은 영원히 기억하리라）は、後に牡丹峰楽団のレパートリーにも加えられた。

## あらすじ
北朝鮮の某所にて、人民軍特殊部隊の厳しい訓練が行われていた。彼らは来たる特殊作戦に備え、韓国兵に扮している。
ある日、彼らを率いる班長のチョルウ上尉は上官に呼び出された。上官曰く、韓国軍が襲撃、破壊、暗殺を行う特殊部隊を編成し、北朝鮮国内に派遣して後方での破壊活動を展開しているという。そこで、チョルウの部隊に密令027号が下された。彼ら特殊部隊に課された使命は、3日以内に韓国側に潜入している女性工作員「ザクロ」と接触した上、敵特殊部隊の本部を襲撃して戦力を削ぎ、また北朝鮮国内に展開する敵部隊の所在を突き止めるための情報を入手した後に帰還することである。
チョルウの部隊は夜闇の中で国境を超え、後送される韓国軍の傷病兵に紛れて汽車に乗り込み、「ザクロ」の待つ永川市の駅へと向かう。その道中、酔っ払いのような乗客が子供をいじめているのを目にした隊員キルナムが、思わず立ち上がってそれを咎めてしまう。しかし、その乗客は私服で活動中の韓国軍特殊部隊員だった。キルナムはその男を殴りつけて子供を助けたものの、同時に傷病兵を監督していた軍医に怪我や包帯が偽物だと見破られてしまった。軍医は彼を脱走兵だと考え、すぐに軍法会議に送ると宣言する。このままでは駅に到着しても「ザクロ」との合流に失敗すると判断したチョルウらは、やむを得ずその場で汽車から飛び降りて山に逃げ込んだ。この騒動がきっかけで、韓国軍特殊部隊が彼らを執拗に追跡することになる。
チョルウに率いられた人民軍特殊部隊は、韓国軍の追手を退けつつ、密令027号の完遂を目指す。

## キャスト
- チョルウ：キム・ジョンウン（김정운） - 人民軍特殊部隊の班長。上尉。
- キルナム：チャ・ソンチル（차성칠） - 人民軍特殊部隊の隊員。少尉。
- ウジェ：キム・ハチュン（김하춘） - 人民軍特殊部隊の隊員。特務上士。
- ヨングン：リ・ウォンボク（리원복） - 人民軍特殊部隊の隊員。上士。
- ウナ：キム・ヘソン（김혜선） - 韓国軍将校。その正体は「ザクロ」のコードネームで知られる人民軍の工作員。
- チャンヒョン：チェ・ヨンチョル（최영철） - 人民軍特殊部隊の隊員。
- ボンナム：ハン・ボンホ（한봉호） - 人民軍特殊部隊の隊員。上士。
- チョンス：チョ・グワン（조광） - 人民軍特殊部隊の隊員。
- チョンギュ：パク・グンサン（박근상） - 人民軍特殊部隊の隊員。
- 偵察部長：キム・グァンムン（김광문） - チョルウの上官。大佐。
- チャン・ヨンダル：チョン・リョンジュ（전룡주） - 韓国軍特殊部隊の少佐。列車での騒動以降、執拗にチョルウらを追う。
- 韓国軍特殊部隊長：ユン・チャン（윤찬）
- 黒ジャンパーの男：チェ・ヤン（최양） - ヨンダルの部下。
- 韓国軍特殊部隊将校：リ・グァンヨン（리광용）

出演者のうち、キム・グァンムン、チョン・リョンジュ、ユン・チャンは、功勲芸術家の称号を持つ。

## 影響
北朝鮮では非常に人気のある映画の1つとして知られる。元人民軍特殊部隊員のハン・ギョンイル（한경일）は、2009年の人民軍特殊部隊に関する取材の中で本作に触れた。ハンは、本作が北朝鮮映画史上最も人気の高い映画の1つであるとして、「北朝鮮人のほとんどはこの映画を5回以上見ているだろう」、「北朝鮮の子供たちはまだこの映画の戦い方を真似て格闘技を練習している」と語った。2003年に韓国の映画振興委員会研究チームが脱北者を対象に行った最高の北朝鮮映画を選ぶアンケートでは、7位にランクインした。本作で描かれた撃術、そしてナイフなどを使った投擲術は、北朝鮮の観客らにとって非常に印象深いものだった。本作の公開以降、子供から現役の軍人まで、多くの男性が本作のアクションシーンを真似て撃術を練習したと言われている。2008年に高麗航空がテレビ画面付旅客機を導入した際、初めて機内で上映されたのも本作だった。国内のテレビでも定期的に放送されており、2024年2月7日には、3年ぶりに朝鮮中央テレビで放送された旨が韓国で報じられた。
北朝鮮のほか、東側諸国のいくつかにおいても公開された。ポーランド人民共和国では1988年に公開された。2000年代に入っても、キューバ、タイ、ラオス、マレーシア、チェコ、コンゴ、ペルーなどで北朝鮮が行った朝鮮映画上映会で本作はしばしば上映された。
ソビエト連邦においては、公式の吹替版が作られて広く公開された最初の外国製格闘技映画としても知られた。ロシア語版は、ソビエト連邦時代とロシア連邦時代に別々のものが製作されている。ソ連時代の吹替版では、金日成個人への賛辞が込められた台詞が書き換えられ、愛国心や党への忠誠といったロシア人にも共感しうるもののみが残されていた。一方、ロシア連邦時代に作られた字幕版では、朝鮮語の台詞により忠実な翻訳が行われた。2024年4月24日、2019年露朝首脳会談5周年を記念し、モスクワのイリュージョン映画館にて本作の記念上映会が催された。
日本において、本作は国交のない北朝鮮の創作物の取り扱いに関する議論のきっかけの1つとなった（無断放映#日本における北朝鮮著作物放映基準の最高裁判例も参照）。2003年6月30日、本作の映像の一部が日本テレビ放送網の番組『ニュースプラス1』で使用された。これに対し、北朝鮮映画の著作権等を行使する国家映画会社である朝鮮映画輸出入社、および同社から日本国内での北朝鮮映画の独占的な上映、複製、頒布を許諾されている有限会社であるカナリオ企画は、著作権の侵害を根拠として、本作を含む北朝鮮映画の放送の差し止め、著作権ないし著作物利用許諾権の侵害に基づく損害賠償の支払いを求め、2006年に東京地方裁判所へ訴訟を提起した。東京地方裁判所は、2007年に、北朝鮮はベルヌ条約に加盟してはいるものの、日本が北朝鮮を国家承認していないことから、北朝鮮映画は著作権法6条3号所定の「条約によりわが国が保護の義務を負う著作物」には該当しないとして、控訴人らの請求を棄却した。二審の知財高裁では、著作権の侵害は認めなかったものの、無断放送でカナリオ社の利益が侵害されたことは認め、放送局2社（日テレおよび別映画について訴えられていたフジテレビ）に12万円ずつの賠償を命じていた。2011年12月8日、最高裁は「著作権法の対象にならない以上、不法行為にならない」と述べ、二審判決を破棄した。2017年8月2日、ブロードウェイから日本語字幕版のDVDが発売された。パッケージにはカナリオ企画の著作権表示が付けられている。
自由北朝鮮放送が2011年に報じたところでは、本作のソフトに見せかけた反政府宣伝用DVDが北朝鮮国内で流布されていた。このDVDは、開始から15分は本作の映像が記録されているものの、そこからは金政権を批難する映像に切り替わるものだという。